# 유일선
유일선(柳一宣, 1879년 12월 27일 ~ 1937년 4월 11일)은 일제강점기의 개신교 목사이며 조선총독부에서 촉탁으로 근무했다.

## 생애
한성부 출생이다. 일본 조합교회의 목사인 와다세(渡賴常吉)의 도움으로 일본에 유학하여 1904년 도쿄 물리학교를 졸업하였다.
졸업 후에는 잠시 도쿄의 중앙기상대에서 기상학을 연구하다가 귀국하였다. 1905년 일신학교 교사를 시작으로 이듬해부터 상동청년학원에서 교장 겸 산술 교사를 역임하는 등 교육계에 종사하였다. 당시 상동청년학원은 전도사 전덕기 등을 중심으로 개신교의 개화 청년들이 많이 모여든 장소였다. 유일선은 1906년 전덕기의 주도로 순한글로 발행되는 《가뎡잡지》 발간에 관여하였고, 1908년에는 대한학회와 기호흥학회에 참가하여 활발한 사회 활동을 벌였다.
1907년 일본어를 가르치는 관립한성일어학교의 교관으로 부임하였고, 숙명여자고등학교와 휘문고등학교 전신 학교에서 교무주임과 교장을 지내는 등 개화파 교육인으로 활동했다.
한일 합병 조약이 체결된 이듬해인 1911년 판임관 대우를 받는 경성부의 중부장(中部長)에 임명되었다. 일본 조합교회가 서울에 설립한 한양교회에서 집사를 지냈으며, 1913년 재차 일본에 유학하여 도시샤 대학의 신학부에서 신학을 공부했다.
1919년 3·1 운동이 발생했을 때 이를 진정시키기 위해 조직된 '3·1운동 진정운동'에 참가했다. 그는 호남 지역 주임자로 활동했으며, 1920년 대한민국 임시정부의 기관지인 《독립신문》이 반드시 처단해야 할 7적을 꼽아서 보도했을 때 여기에 포함되었다. 3·1운동의 여파가 남아 있던 1919년 9월에는 조선총독부 중추원 회의에서 조선의 행복을 위해서는 일본을 사랑해야 한다는 내용으로 '철저한 내선일체'라는 제목의 강연을 하기도 했다. 여운형을 포섭하기 위해 일본이 꾸민 공작에 밀정으로 참가하여 여운형과 장덕수의 활동을 감시하는 역할도 맡았다.
'조선전도론'을 주창한 일본조합교회의 후원으로 일본 유학을 다녀온 뒤 친일파로 활동한 점, 3·1 운동 방해에 공을 세운 것을 시작으로 활동이 두드러지는 점, 조선총독부의 밀정 역할을 한 점 등에서 선우순과 경력이 유사하다.
1921년 일본조합교회의 후신인 조선회중기독교회의 감독이 되었고, 1924년부터는 이재극, 박영효, 이완용, 박승직 등의 유력 인사들이 항일 운동에 대항하기 위해 결성한 친일 단체인 동민회에 가담하여 1933년 이사 자리에 오르기도 했다. 1936년 조선총독부 경기도 내무부의 지방과에서 촉탁으로 발령받은 것을 마지막으로, 이듬해 심근경색으로 사망했다.
한편 사망 1년전인 1936년 차녀 유영혜를 결혼시켰는데, 둘째 사위는 여자 관계가 복잡하여 혼전에 사귄 기생과의 삼각관계 때문에 부부 사이에 불화가 있었다. 결국 유영혜의 오빠이며 유일선의 아들인 유의탁이 매부를 칼로 찔러 살인미수죄로 기소된 사건이 있었다.

## 사후
2006년 친일반민족행위진상규명위원회가 발표한 친일반민족행위 106인 명단과 2008년 민족문제연구소가 정리한 민족문제연구소의 친일인명사전 수록예정자 명단 중 종교 부문에 모두 포함되다.

## 같이 보기
- 동민회

## 참고자료
- 친일반민족행위진상규명위원회 (2006년 12월). 〈유일선〉 (PDF). 《2006년도 조사보고서 II - 친일반민족행위결정이유서》. 서울. 869~880쪽쪽. 발간등록번호 11-1560010-0000002-10. [깨진 링크(과거 내용 찾기)]
- 반민족문제연구소 (1993년 3월 1일). 〈선우순 : 내선일체론의 나팔수 (이명화)〉. 《친일파 99인 2》. 서울: 돌베개. ISBN 9788971990124.